# Montereale Valcellina
Montereale Valcellina is een gemeente in de Italiaanse provincie Pordenone (regio Friuli-Venezia Giulia) en telt 4649 inwoners (31-12-2009). De oppervlakte bedraagt 67,8 km², de bevolkingsdichtheid is 69 inwoners per km².
De volgende frazioni maken deel uit van de gemeente: Grizzo, Malnisio, San Leonardo en Valcellina.

## Geografie
De gemeente ligt op ongeveer 317 meter boven zeeniveau.
Maniago grenst aan de volgende gemeenten: Andreis, Aviano, Barcis, Frisanco, Maniago en San Quirino.